# Antlers (film)
Antlers is een Amerikaanse horrorfilm uit 2021, onder regie van Scott Cooper, naar een scenario van C. Henry Chaisson, Nick Antosca en Cooper. De film is gebaseerd op een kort verhaal van Antosca, The Quiet Boy. De hoofdrollen worden vertolkt door Keri Russell, Jesse Plemons, Jeremy T. Thomas, Graham Greene, Scott Haze, Rory Cochrane en Amy Madigan.

## Verhaal
In een klein dorp in de Amerikaanse staat Oregon ontdekt een lerares samen met haar broer, dat een jonge leerling een gevaarlijk geheim bewaart 
met angstaanjagende gevolgen. 

## Rolverdeling
| Acteur           | Personage                   |
| ---------------- | --------------------------- |
| Keri Russell     | Julia Meadows               |
| Jesse Plemons    | Paul Meadows                |
| Jeremy T. Thomas | Lucas Weaver                |
| Graham Greene    | Warren Stokes               |
| Sawyer Jones     | Aiden Weaver                |
| Scott Haze       | Frank Weaver                |
| Rory Cochrane    | Dan Lecroy                  |
| Amy Madigan      | schooldirecteur Ellen Booth |

## Productie
In juli 2018 raakte bekend dat Guillermo del Toro de film zou produceren en dat Scott Cooper de regierol op zich zou nemen. De volgende maand werd Jesse Plemons toegevoegd aan de cast. Jeremy T. Thomas, Graham Greene, Amy Madigan, Scott Haze en Rory Cochrane werden in oktober 2018 toegevoegd aan het project.

### Opnames
De opnames begonnen op 1 oktober 2018 en eindigden op 30 november 2018. Er werd onder meer opgenomen in Vancouver.

### Release
De release stond gepland op 17 april 2020 in de Verenigde Staten, maar is door de uitbraak van het coronavirus uitgesteld tot naar 29 oktober 2021. In Nederland stond Antlers gepland op 30 april 2020.
De film ging in première op 11 oktober 2021 op het Beyond Fest-festival.
Op Rotten Tomatoes heeft Antlers een waarde van 60%, gebaseerd op 121 recensies. Op Metacritic heeft de film een gemiddelde score van 58/100, gebaseerd op 28 recensies.